# Филипович, Яков
Яков Филипович (хорв. Jakov Filipović; род. 17 октября 1992, Осиек) — хорватский футболист, защитник клуба «Васланд-Беверен». Выступал в национальной сборной Хорватии.

## Клубная карьера
Футболом начал заниматься в семилетнем возрасте в Осиеке в школе клуба «Графичар-Водовод». Первый профессиональный контракт подписал с командой «Биело-Брдо», выступавшей в третьей хорватской лиге. Проведя в клубе два сезона, Филипович принял участие в 24 играх, в которых забил 2 мяча.
Перед началом сезона 2014/2015 перебрался в «Цибалию». В её составе дебютировал во второй лиге 16 августа 2014 года в матче с «Сесвете». Встреча завершилась победой его команды со счётом 2:1, а сам защитник провёл на поле все 90 минут. 17 сентября забил свой первый гол в чемпионате. Его точный удар на 53-й минуте встречи с «Дугополье» принёс «Цибалии» минимальную победу. В сезоне 2015/16 команда заняла первое место в турнирной таблице и вышла в высшую лигу.
Летом 2016 года подписал соглашение с «Интером» из Запрешича. Первую игру за «гончаров» провёл 15 июля против «Славена Белупо». С тех пор стал твёрдым игроком основного состава и за сезон провёл 33 игры без замен, забив при этом 3 мяча.
21 августа 2017 года перешёл в бельгийский «Локерен», подписав с ним контракт на три года с возможностью продления ещё на один. Дебютировал в Лиге Жюпиле уже через пять дней в стартовом составе на матч с «Эйпеном», завершившемся разгромной победой 3:0. За бельгийский клуб Филипович провёл в общей сложности 84 игры во всех турнирах и забил один гол. По итогам сезона 2018/19 «Локерен» занял последнюю строчку в турнирной таблице и покинул элитный дивизион.
20 марта 2020 года стал игроком белорусского БАТЭ. По информации источников сообщалось, что по окончании контракта в декабре 2022 года футболист покинет клуб.
В декабре 2022 года футболист перешёл в бельгийский клуб «Васланд-Беверен». Дебютировал за клуб 22 января 2023 года в матче против клуба «Беерсхот».

## Карьера в сборной
В 2017 году принял участие в трёх товарищеских матчах национальной сборной Хорватии. В её составе дебютировал 11 января в игре с Чили. Филипович вышел в стартовом составе и на 59-й минуте заработал жёлтую карточку.

## Достижения
БАТЭ
- Обладатель Кубка Белоруссии: 2019/20, 2020/2021
- Обладатель Суперкубка Белоруссии: 2022

## Статистика выступлений

### Клубная статистика
| Выступление      | Выступление       | Выступление      | Лига | Лига | Кубки | Кубки | Конт. кубки | Конт. кубки | Итого | Итого |
| Клуб             | Лига              | Сезон            | Игры | Голы | Игры  | Голы  | Игры        | Голы        | Игры  | Голы  |
| ---------------- | ----------------- | ---------------- | ---- | ---- | ----- | ----- | ----------- | ----------- | ----- | ----- |
| Биело-Брдо       | Третья лига       | 2012/2013        | 10   | 1    | 0     | 0     | —           | —           | 10    | 1     |
| Биело-Брдо       | Третья лига       | 2013/2014        | 14   | 1    | 0     | 0     | —           | —           | 14    | 1     |
| Биело-Брдо       | Итого             | Итого            | 24   | 2    | 0     | 0     | 0           | 0           | 24    | 2     |
| Цибалия          | Вторая лига       | 2014/2015        | 27   | 2    | 2     | 0     | —           | —           | 29    | 2     |
| Цибалия          | Вторая лига       | 2015/2016        | 26   | 4    | 1     | 0     | —           | —           | 27    | 4     |
| Цибалия          | Итого             | Итого            | 53   | 6    | 3     | 0     | 0           | 0           | 56    | 6     |
| Интер (Запрешич) | Первая лига       | 2016/2017        | 33   | 3    | 2     | 0     | —           | —           | 35    | 3     |
| Интер (Запрешич) | Первая лига       | 2017/2018        | 5    | 2    | 0     | 0     | —           | —           | 5     | 2     |
| Интер (Запрешич) | Итого             | Итого            | 38   | 5    | 2     | 0     | 0           | 0           | 40    | 5     |
| Локерен          | Лига Жюпиле       | 2017/2018        | 37   | 1    | 2     | 0     | —           | —           | 39    | 1     |
| Локерен          | Лига Жюпиле       | 2018/2019        | 26   | 0    | 1     | 0     | —           | —           | 27    | 0     |
| Локерен          | Первый дивизион B | 2019/2020        | 16   | 0    | 2     | 0     | —           | —           | 18    | 0     |
| Локерен          | Итого             | Итого            | 79   | 1    | 5     | 0     | 0           | 0           | 84    | 1     |
| БАТЭ             | Высшая лига       | 2020             | 0    | 0    | 0     | 0     | —           | —           | 0     | 0     |
| БАТЭ             | Итого             | Итого            | 0    | 0    | 0     | 0     | 0           | 0           | 0     | 0     |
| Всего за карьеру | Всего за карьеру  | Всего за карьеру | 194  | 14   | 10    | 0     | 0           | 0           | 204   | 14    |

### В сборной
| Матчи и голы Якова Филиповича за национальную сборную Хорватии | Матчи и голы Якова Филиповича за национальную сборную Хорватии | Матчи и голы Якова Филиповича за национальную сборную Хорватии | Матчи и голы Якова Филиповича за национальную сборную Хорватии | Матчи и голы Якова Филиповича за национальную сборную Хорватии | Матчи и голы Якова Филиповича за национальную сборную Хорватии |
| №                                                              | Дата                                                           | Оппонент                                                       | Счёт                                                           | Голы                                                           | Соревнование                                                   |
| -------------------------------------------------------------- | -------------------------------------------------------------- | -------------------------------------------------------------- | -------------------------------------------------------------- | -------------------------------------------------------------- | -------------------------------------------------------------- |
| 1                                                              | 11 января 2017                                                 | Чили                                                           | 1:1                                                            | 0                                                              | Товарищеский матч                                              |
| 2                                                              | 14 января 2017                                                 | Китай                                                          | 1:1                                                            | 0                                                              | Товарищеский матч                                              |
| 3                                                              | 27 мая 2017                                                    | Мексика                                                        | 2:1                                                            | 0                                                              | Товарищеский матч                                              |

Итого: 3 матча и 0 голов; 1 победа, 2 ничьи, 0 поражений.